# Space Intermission
Space Intermission is het eerste verzamelalbum van de band Proxyon. Het album is uitgebracht in 1995 onder het label Dance Factory. Het verzamelalbum bestaat uit de albums The Interplanetary Mission en The Return of Tarah. Het album is samengesteld door Michiel van der Kuy en is geproduceerd door Michiel van Eijk en Rob van Eijk. De voorkant is bijna hetzelfde als de voorkant van de single Magic Space Fly uit 1995. Na dit album is ook nog een ander verzamelalbum uitgebracht: Hypersound Outta Space. Dit was tevens het laatste album van Proxyon.

## Tracklist
- Cd 1

1. Space Force (5:54)
2. Mission Alpha (4:41)
3. Space Guards (6:45)
4. Space Travellers (5:20)
5. Space Hopper (6:18)
6. Space Fly (6:45)
7. Space Warriors (5:05)
8. Space hopper (Space dub) (7:19)
9. Beyond The Future (4:56)

- Cd 2

1. Star Ranger (5:10)
2. Crystal Planet (5:25)
3. Voyage Home (5:02)
4. Mutant`s War (5:12)
5. king of Darkness (4:35)
6. The Warrior (5:00)
7. The Return of Tarah (4:57)
8. The Final Battle (4:43)
9. Atomic City (4:00)
10. The Shuttle (4:52)